# Fay Kanin
Fay Kanin, właściwie Fay Mitchell (ur. 9 maja 1917 w Baltimore, zm. 27 marca 2013 w Santa Monica) – amerykańska scenarzystka i aktorka. Laureatka nagrody Emmy za film Tell Me Where It Hurts. Została dwukrotnie nominowana do nagrody Emmy i Oscara za pisanie scenariuszy filmowych.

## Filmografia

### Role
- 1947: Podwójne życie jako aktorka w Otellu
- 1981: Bogate i sławne jako profesorka Fields

### Scenarzystka
- 1958: Prymus
- 1974: Tell Me Where It Hurts
- 1975: Hustling
- 1979: Przyjacielski ogień